# Bernd Duvigneau
Bernd Duvigneau (Magdeburgo, RDA, 3 de diciembre de 1955) es un deportista de la RDA que compitió en piragüismo en la modalidad de aguas tranquilas.
Participó en dos Juegos Olímpicos de Verano en los años 1976 y 1980, obteniendo dos medallas: bronce en Montreal 1976 y oro en Moscú 1980. Ganó cinco medallas de oro en el Campeonato Mundial de Piragüismo entre los años 1974 y 1979.

## Palmarés internacional
| Juegos Olímpicos   | Juegos Olímpicos          | Juegos Olímpicos  | Juegos Olímpicos |
| Año                | Lugar                     | Medalla           | Evento           |
| ------------------ | ------------------------- | ----------------- | ---------------- |
| 1976               | Montreal (Canadá)         | Medalla de bronce | K4 1000 m        |
| 1980               | Moscú (URSS)              | Medalla de oro    | K4 1000 m        |
| Campeonato Mundial |                           |                   |                  |
| Año                | Lugar                     | Medalla           | Evento           |
| 1974               | Ciudad de México (México) | Medalla de oro    | K4 1000 m        |
| 1978               | Belgrado (Yugoslavia)     | Medalla de oro    | K4 500 m         |
| 1978               | Belgrado (Yugoslavia)     | Medalla de oro    | K4 1000 m        |
| 1979               | Duisburgo (RFA)           | Medalla de oro    | K4 500 m         |
| 1979               | Duisburgo (RFA)           | Medalla de oro    | K4 1000 m        |